# Christian Albrecht Döderlein
Christian Albrecht Döderlein (* 11. Dezember 1714 in Segringen; † 4. November 1789 in Bützow) war ein deutscher Theologe. Er war Professor der Theologie und Gründungsrektor der Friedrichs-Universität in Bützow.
Döderlein studierte Theologie in Jena, war Hauslehrer im Mecklenburgischen und bei dem Grafen von Promnitz in der Niederlausitz. 1752 wurde er Inspektor am Waisenhaus in Halle (Saale), ein Jahr später Prediger an der dortigen Moritzkirche. Als Pietist wurde er 1758 von Herzog Friedrich zu Mecklenburg als Ordinarius für Theologie und Konsistorialrat an die Universität Rostock berufen. Die orthodoxe Professorenschaft der Fakultät lehnte seine Berufung allerdings ab. Die Auseinandersetzung eskalierte zu einem handfesten Streit zwischen dem Landesherrn und dem Magistrat der Stadt Rostock. Friedrich gründete im Herbst 1760 eine eigene herzogliche Universität in Bützow. Döderlein wurde ihr Gründungsrektor. Das Rektorenamt übte er auch in den Jahren 1761 und 1767 aus.
Als die Bützower Universität nach dem Tod Friedrichs durch dessen Nachfolger Friedrich Franz I. 1789 wieder aufgehoben und mit Rostock vereinigt wurde, wurde Döderlein nicht in den dortigen Lehrkörper übernommen. Er starb wenig später.